# Christina Baltes

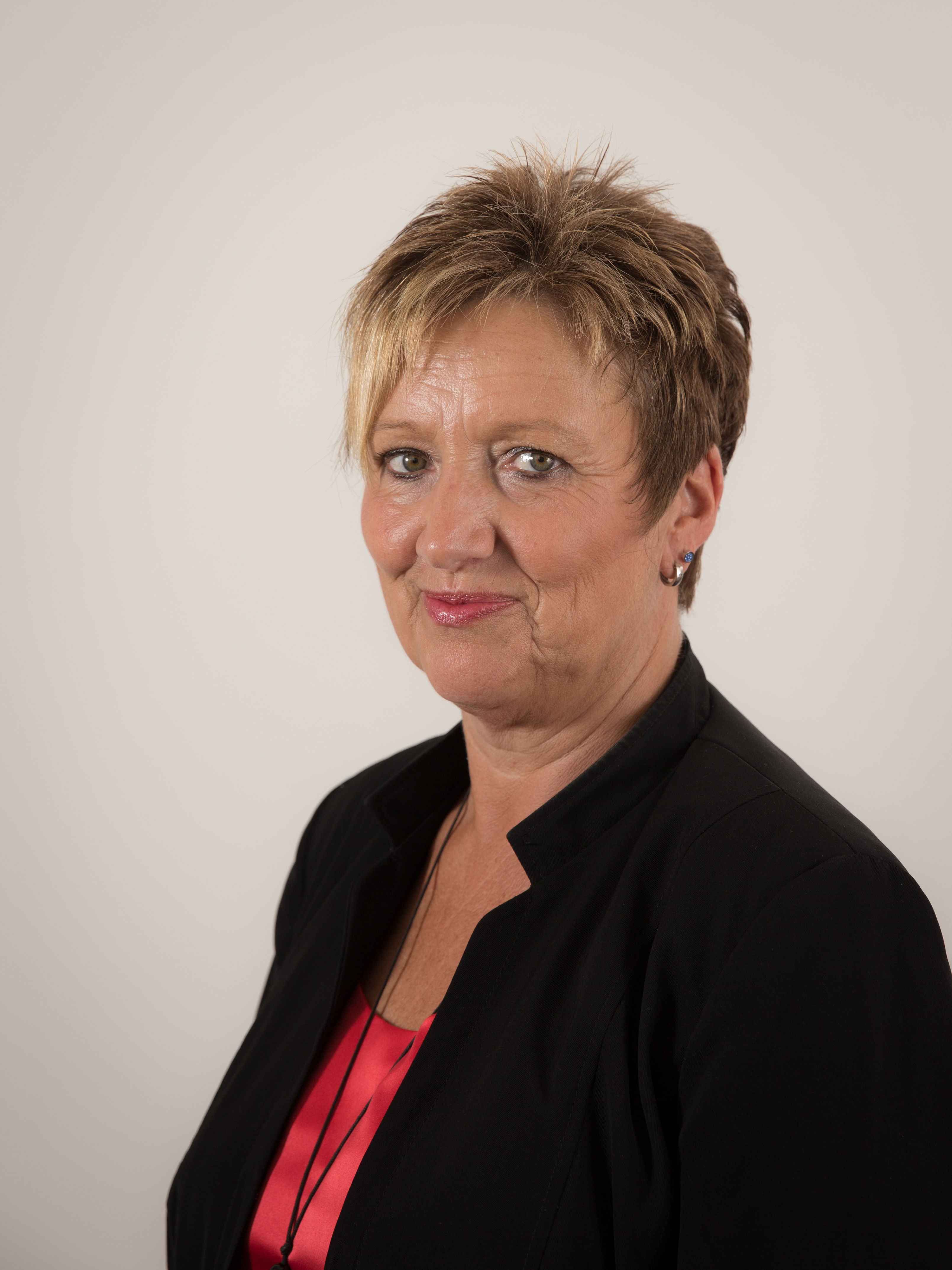
Christina Baltes (2017)

Christina Baltes (* 29. Juli 1962 in Stennweiler) ist eine deutsche Politikerin (SPD). Seit 2017 ist sie Abgeordnete im Landtag des Saarlandes sowie seit 2022 dessen Vizepräsidentin.

## Leben
Christina Baltes arbeitet seit dem Jahr 1989 als Verwaltungsangestellte bei der Arbeitskammer des Saarlandes, wo sie auch das Amt der Frauenbeauftragten ausübt. Sie gehört seit 1995 dem SPD-Ortsverband in Stennweiler an, wo sie das Amt der stellvertretenden Vorsitzenden innehat. Außerdem ist sie Gemeindeverbandsvorsitzende. Daneben ist sie im Vereinswesen engagiert.
Im Jahr 2010 beerbte sie ihren Parteigenossen Markus Fuchs im Amt des Ortsvorstehers des Dorfes Stennweiler, nachdem dieser zum Bürgermeister von Schiffweiler gewählt wurde. Baltes war vorher bereits stellvertretende Ortsvorsteherin. In ihre Amtszeit fielen die Feierlichkeiten zur 666-Jahr-Feier im Jahr 2013.
Bei der Landtagswahl im Saarland 2017 wurde sie als SPD-Kandidatin in den 16. Saarländischen Landtag gewählt. Bei der Landtagswahl 2022 wurde sie erneut in den Landtag gewählt.